# Det trasiga hjärtat (novell)
Det trasiga hjärtat är en novell av Kristina Ohlsson, utgiven 2015 i boken Bara för dig på mellanstadiet, 12 berättelser. Det är en historia ur en mellanstadieelevs perspektiv om döden, hur det är att förlora någon som är ung när man själv är ung samt alla frågeställningar som kommer upp när sådant inträffar.

## Handling
Novellen börjar med att det flyttar in en ny familj i huset bredvid. Barnet i familjen heter Ebba och hon är jämngammal med huvudpersonen Mia. Ebba har ett trasigt hjärta och väntar på att få ett nytt. Mia går med jämna mellanrum och hälsar på Ebba som inte kan gå i skolan eftersom hon är så sjuk. Då pratar hon med Ebba om vad hon gör med sina andra kompisar, men inte det dåliga, som att de stjäl saker, utan bara det som är roligt att få höra.
Samtidigt som man får följa utvecklingen av Ebbas sjukdom och hur hon blir svagare och svagare får man även glimtar av Mias andra liv ur hennes perspektiv, med hennes andra kompisar samt hennes andra problem som kan vara vanliga för mellanstadieelever, såsom vänner som inte vill vara vänner längre.
När Ebba blir så sjuk att hon får ligga på sjukhus är hoppet nästan ute, men i sista sekund får hon ett nytt hjärta. Alla blir såklart jätteglada och tror att allt är bra igen, men Ebba är för svag och det slutar med att hon dör i alla fall.

## Karaktärer
Huvudpersonen är Mia som går på mellanstadiet. Hon bor tillsammans med sin familj (mamma, pappa, storebror). Hela novellen är berättad ur Mias perspektiv i preteritum. Eftersom hela berättelsen bygger på någon med ett trasigt hjärta är även Ebba viktig. Hon är den nya grannen som flyttar in i huset bredvid.